# Чиже
Чиже или Чижи (пол. Czyże, бел. Чыжы) — деревня в Хайнувском повете Подляского воеводства Польши. Административный центр гмины Чиже. Находится примерно в 12 км к западу от центра города Хайнувка. По данным переписи 2011 года, в деревне проживало 398 человек Население деревни составляет 16,9% от населения одноимённой гмины.

## История
Поселение было основано в 16-м веке как поселение пчеловодов и лесников. Впервые упоминается в документах в 1529 году.

## Достопримечательности
- Церковь Успения Пресвятой Девы Марии[пол.]